# Parafia Wszystkich Świętych w Otorowie
Parafia Wszystkich Świętych w Otorowie – parafia rzymskokatolicka, znajdująca się w archidiecezji poznańskiej, w dekanacie pniewskim.